# Bredbyn
Bredbyn est une localité de la commune d'Örnsköldsvik dans le comté de Västernorrland en Suède.
Sa population était de 1 186 habitants en 2019.